# 汁粉
汁粉（日語：汁粉），是一种来自日本的粥料理，也是一种传统的日式甜点。这是一种将红豆煮熟并压碎的甜粥，食用时与麻糬一起放在碗中。

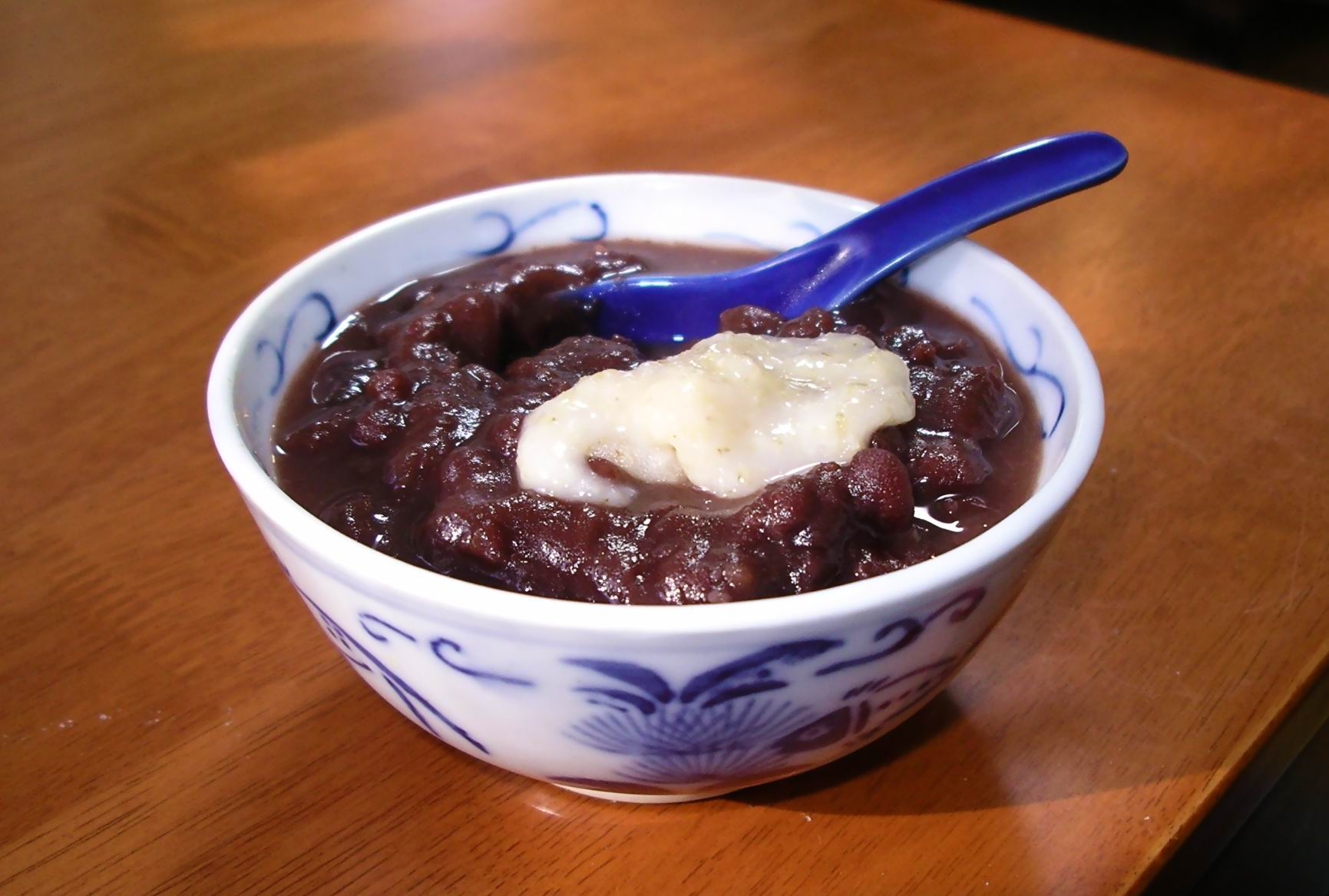
用糙米制作的日式汁粉

在鸟取县和岛根县，汁粉也用于新年庆祝活动的特别汤。